# Procédé Kroll
Le procédé Kroll d'extraction du titane a été inventé par l'ingénieur métallurgiste d'origine luxembourgeoise Guillaume Kroll. Il est concurrent du procédé Van-Arkel-de-Boer de recombinaison par iodures. 
C'est en 1932 que Guillaume Kroll utilise pour la première fois ce procédé pour extraire du titane, alors qu'il n'a pas encore émigré aux États-Unis pour fuir la montée du nazisme. Plus tard, il appliquera également ce procédé à l'extraction du zirconium.

## Description du procédé
Le procédé Kroll consiste à réduire le rutile (ou l'ilménite) raffiné à partir du minerai, à l'aide d'un coke dérivé du pétrole dans un réacteur à lit fluidifié, à une température de 1 000 °C. Ce mélange est ensuite traité avec du chlore à l'état gazeux, produisant du tétrachlorure de titane TiCl4 et d'autres chlorures volatils, qui en sont ensuite séparés par distillation fractionnée continue. Dans un réacteur séparé, le tétrachlorure de titane est alors réduit au moyen de magnésium liquide, à une température de 800 à 850 °C dans une cornue d'acier inoxydable pour assurer une réduction complète.
2Mg(l) + TiCl4(g) → 2MgCl2(l) + Ti(s)
Des complications peuvent résulter de la réduction partielle du titane en chlorure de rang inférieur (TiCl2 et TiCl3). Le MgCl2 peut, quant à lui, être réduit pour retrouver du magnésium pur. Le titane sous forme d'éponge poreuse ainsi produit est purifié par une distillation chauffée sous vide, ou par dissolution dans un liquide (Lixiviation, ou leaching en anglais). L'éponge de titane est alors martelé et corroyée, avant d'être fondue dans un four à arc. Le lingot de métal fondu est alors refroidi sous vide. On le fond ensuite souvent de nouveau pour en faire disparaître les occlusions et s'assurer de son homogénéité. Ces étapes supplémentaires accroissent bien sûr le coût final du produit ; le titane revient à environ six fois le coût de l'acier inoxydable.
En France, ce procédé a été mis en œuvre de 1954 à 1971 à La Praz par une filiale de Pechiney, la Sté Titanium.